# Elías García Sánchez
Elías García Sánchez, conocido simplemente como Elías García (Oviedo, 1968 - Meres, Siero, 14 de septiembre de 2019), fue un músico y ornitólogo español.
Destacó por su participación en diversos proyectos de música folk asturiana y en grupos como Llan de Cubel, Felpeyu o Tuenda, así como su trabajo sobre la Ornitología asturiana, plasmado en libros y publicaciones.

## Biografía
Elías García nació en Oviedo, Asturias, en 1968. Biólogo de formación y especializado en Ornitología, desde pronto se interesó por la música folk asturiana.
Como músico, fue multiinstrumentista. Tocaba la gaita, el violín y la flauta, entre otros, y fue introductor del bouzouki en Asturias. En 1984 fundó Llan de Cubel junto con Fonsu Mielgo, Susi Bello, Daniel Lombas, Guzmán Marqués y Marcos Llope. Este grupo revitalizó y difundió la música folk asturiana en todo el arco atlántico, siendo un referente para varias bandas que vendrían después.
En 1994 colaboró en el primer disco del grupo Felpeyu, grupo del que poco después se hizo integrante. En 2003 y junto con Xosé Ambás y Pepín de Muñalén fundó el grupo Tuenda. A lo largo de tres discos, este grupo recogió canciones de la tradición oral asturiana y las dejó registradas. Formó un dúo musical con Mapi Quintana con quien publicó el disco Severina, que fue nominado al premio AMAS al mejor álbum folk.
Elías García fue también profesor en la Escuela de Música y Danza Popular de Noreña. Destacó también como ornitólogo, publicando libros y artículos que a la postre resultarían «esenciales» para el desarrollo de la Ornitología en Asturias.
Falleció el 14 de septiembre de 2019 a los 51 años de edad.